# Дружелюбовка (Николаевский район)
Дружелюбовка (укр. Дружелюбівка) — село, относится к Николаевскому району Одесской области Украины.
Население по переписи 2001 года составляло 170 человек. Почтовый индекс — 67004. Телефонный код — 8-04857. Занимает площадь 1,12 км². Код КОАТУУ — 5123555102.

## Местный совет
67000, Одесская обл., Николаевский р-н, пгт Николаевка, ул. Карпишина, 43